# Jochen Ziska
Jochen Ziska (* 24. Oktober 1941 in Stettin) ist ein deutscher Formgestalter, Hochschullehrer und ehemaliger Rektor der Hochschule für industrielle Formgestaltung Halle, Burg Giebichenstein (HiF).

## Leben
Jochen Ziska studierte nach Abitur in Eisenach und Lehre zum Offsetdrucker in Gotha von 1963 bis 1968 Produktgestaltung an der Hochschule für industrielle Formgestaltung Halle, Burg Giebichenstein (HiF). Ab 1968 gestaltete er, oft gemeinsam mit Klaus Ebermann (* 1943), für den VEB Rundfunk- u. Fernsehtechnik (RFT) zahlreiche bekannte elektronische Produkte der DDR. Von 1970 bis 1981 war Ziska Leiter des zentralen Gestaltungsbüros von RFT in Leipzig. Mit einer Honorarprofessur an der HiF Halle – Burg Giebichenstein begann 1978 seine Lehrtätigkeit. Nach Oberassistenz und Leitung des Fachbereichs Produktgestaltung leitete er 1987–1989 als Rektor die HiF. Die von Jochen Ziska entworfenen Produkte folgen einer minimalistischen, herstellungsorientierten Gestaltung in der Tradition der Ulmer Hochschule für Gestaltung (z. B. Dieter Rams für BRAUN).
In den 1980er Jahren war Jochen Ziska Mitglied im Redaktionskollegium der Fachzeitschrift für industrielle Formgestaltung form+zweck, seit 1983 Mitglied im Zentralvorstand des VBK und Inoffizieller Mitarbeiter des Ministeriums für Staatssicherheit der DDR. – Deckname „Jan“ (MfS AIM 2314/91).
Jochen Ziska lebt und arbeitet in Bennewitz bei Leipzig.

## Ehrungen in der DDR
- 1976: Preis des Amts für industrielle Formgestaltung (im Kollektiv)
- 1978: Kunstpreis der FDJ (im Kollektiv)
- 1980: Verdienstmedaille der DDR
- 1984: Vaterländischer Verdienstorden in Bronze
- 1985: Designpreis der DDR
- 1988: Kunstpreis der DDR

## Von Ziska designte Produkte (Auswahl)
- Der Stern-Recorder R160 (Spitzname „Holzstern“) von VEB RFT Sternradio Berlin, entworfen von Jochen Ziska.Heckenschere, Studienarbeit, 1966

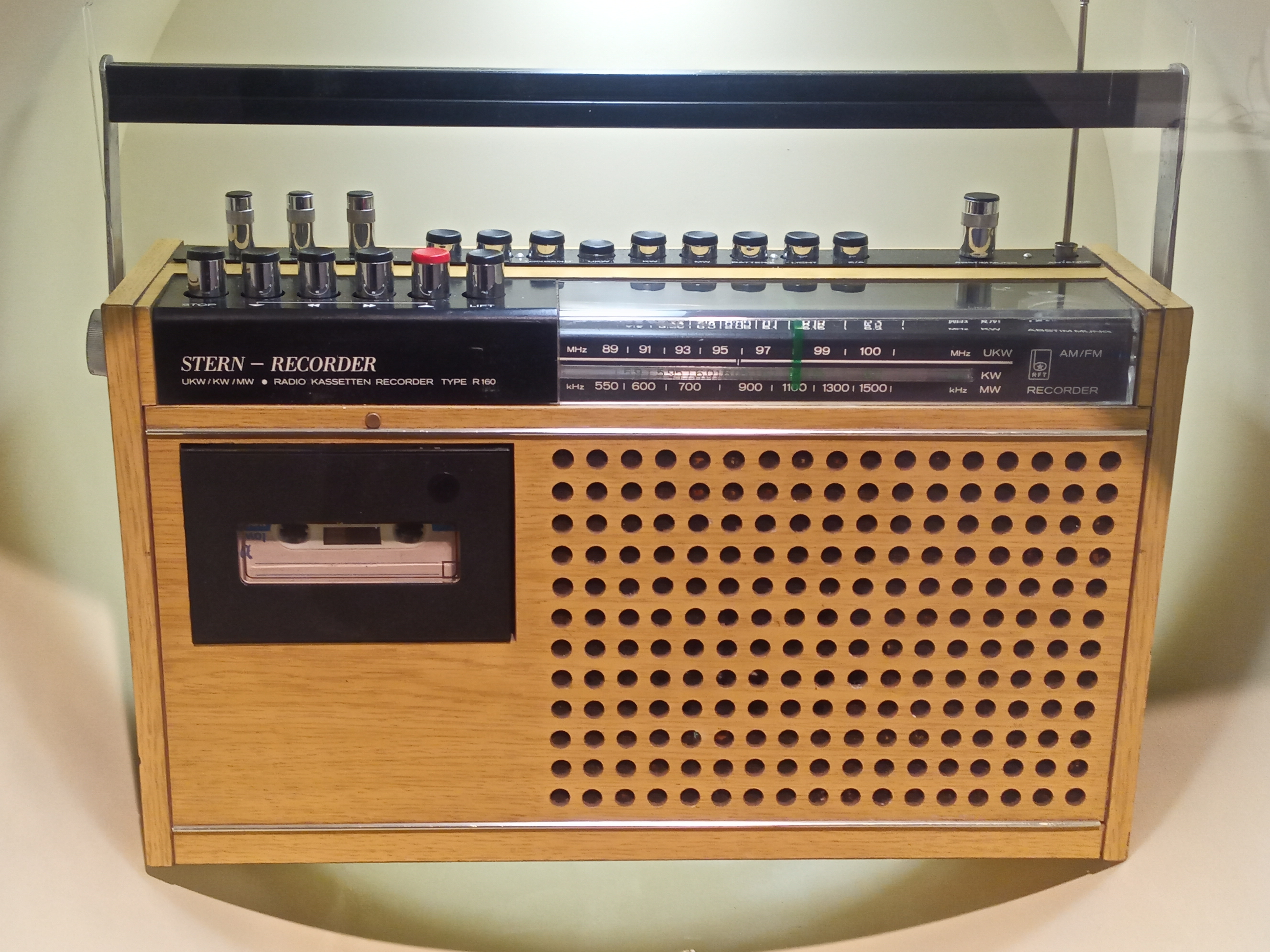
Der Stern-Recorder R160 (Spitzname „Holzstern“) von VEB RFT Sternradio Berlin, entworfen von Jochen Ziska.

- Radio-Kassettenrecorder RFT R 160, 1972
- Hifi-Anlage, mit Ernst Merker und Günter Mönicke, für VEB Funkwerk Zwickau, 1974
- Tragbarer Fernseher Combi-Vision 310, mit Klaus Ebermann, für VEB Robotron-Elektronik Radeberg, 1975[8][9]
- Kopfhörer, für VEB Funktechnik Leipzig, 1977
- Behindertenfahrzeug, mit Eberhardt Scharnowski,[10][11] Eigenauftrag/VBK DDR, 1986/1987

## Publikationen Ziskas (unvollständig)
- mit Paul Jung: Industrial design 2. H. Lohmann, Egeln 1983.
- Bemerkungen zum Anspruch und zur zukünftigen Entwicklung der Hochschule für industrielle Formgestaltung Halle – Burg Giebichenstein. In: HiF-Design : Mitteilungen der Hochschule für Industrielle Formgestaltung Halle Burg Giebichenstein. HiF, Halle 1989.
- Bildschirm und Tastatur. form+zweck, Band 17, Nr. 4, AiF, Berlin (Ost) 1985.

## Ausstellungen (unvollständig)

### Einzelausstellungen
- 2015: Wurzen, Büro der Standortinitiative Wurzen e. V ("Industrielle Formgestaltung, Produktdesign, Grafikdesign Professor Jochen Ziska)[12]

### Teilnahme an zentralen und wichtigen regionalen Ausstellungen in der DDR
- 1972, 1979 und 1985: Leipzig, Bezirkskunstausstellungen
- 1977 bis 1988: Dresden, VIII. bis X. Kunstausstellung der DDR